# Maurici d'Hongria
|  | Per a altres significats, vegeu «Maurici (desambiguació)#Sants i beats». |

Maurici d'Hongria O.P. (Ugod?, Hongria, ca. 1281 - Györ, Croàcia, 1336) fou un príncep hongarès, frare dominic. És venerat com a beat per l'Església catòlica.

## Biografia
Móric Csak o Csaky era fill de Demeter II, senyor de Csak en 1285, i d'una filla del noble Miklós Kőszegi; la família havia esdevingut important durant el regnat d'Andreu II d'Hongria. De petit va demostrar interès per la religió i la devoció, i quan un dominic li llegí la vida de sant Aleix de Roma, en quedà captivà i volgué entrar en un monestir. El seu pare, però, s'hi oposà i l'obligà a casar-se, en 1301, amb Caterina, filla d'Amadeu, Príncep Palatí. La parella s'estimà i s'entengué, ja que l'esposa també era molt religiosa: tres anys després acordaren separar-se i viure cadascú en un monestir. Maurici trià l'Orde de Predicadors i entrà al convent de l'illa de Santa Margarida de Buda.
Aquesta decisió de la parella va tenir un gran ressò i el governador de Buda, Ladislau, empresonà cinc mesos el jove Móric per comprovar la fermesa de la seva resolució, acusant-lo d'haver abandonat el servei al Príncep Palatí. En quedar lliure, no havia canviat d'idea; els superiors del convent, però, pensaren que era millor que anés a un convent de Bolonya. Després d'estudiar i professar a Bolonya, tornà a Hongria, on hi havia guerres. Desitjós de pau, arribava a interposar-se entre els combatents per evitar que lluitessin. Visqué a Györ, on fou nomenat sagristà i difongué la devoció al Santíssim Sagrament.
Morí a Györ el 20 de març de 1336 i fou sebollit al convent de Javarin.

## Veneració
Encara que no fou beatificat formalment, ni n'hi ha hagut confirmació del culte, és venerat com a beat en la litúrgia de l'església catòlica hongaresa des de 1494, quan s'inclou al calendari litúrgic. El seu procés de canonització fou incoat i havia de concloure durant el Concili de Ferrara, però fou interromput per la invasió otomana, durant la qual fou destruïda la seva tomba, en 1438.